# Charly Gaul
Charly Gaul (8. december 1932 – 6. december 2005) var en førende luxembourgsk cykelrytter i 1950'erne. Han var en dygtig temporytter men han var bedst kendt for at være dygtig til at køre i bjerge.
Han vandt Tour de France i 1958 og Giro d’Italia i 1956 og 1959. Derudover vandt han Luxembourg Rundt i 1956, 1959 og 1961 samt det luxembourgske mesterskab i landevejscykling i 1957, 1959 og 1961.